# Nick Offerman
Nicholas David Offerman (Minooka, Illinois,  26 de junio de 1970), más conocido como Nick Offerman, es un actor, guionista y carpintero estadounidense, popular por su rol como Ron Swanson en la serie de comedia Parks and Recreation.

## Biografía
Offerman nació y fue criado en Minooka, Illinois. Su padre, Ric, era profesor de estudios sociales en una escuela cerca de Channahon, Illinois. Se graduó de la Universidad de Illinois en Urbana-Champaign en 1993. Ese año fundó, junto a un grupo de compañeros de la universidad, el Defiant Theatre, una compañía de teatro con base en Chicago.

## Carrera
Offerman vivió en Chicago en los años 1990, en donde participó en compañías de teatros como Steppenwolf, Goodman y Wisdom Bridge. En Steppenwolf, también trabajó como coreógrafo de peleas y maestro carpintero. En estos años Offerman conoció a Amy Poehler, quien estaba muy involucrada en la escena de la comedia improvisacional de Chicago.
Offerman ha actuado en películas como November (2004), Cursed (2005), Miss Congeniality 2: Armed and Fabulous (2005), Sin City (2005), The Men Who Stare at Goats (2009), y The Kings of Summer (2013).
Está casado con la actriz de Will & Grace, Megan Mullally, desde 2003. Offerman fue actor invitado en Will & Grace durante su cuarta temporada como el fontanero en el episodio del Día de Acción de Gracias y en King of Queens como vagabundo. También ha participado en el talk show de su esposa, The Megan Mullally Show. En 2003, salió en tres episodios de 24 y fue invitado protagonista en un episodio de The West Wing.
Hizo el papel de Ron Swanson en la serie de televisión Parks and Recreation en la cadena NBC. Antes de esto, su rol más importante había sido como Randy McGee en George Lopez. En 2003 y 2005 también tuvo apariciones en la serie Gilmore Girls, y ha tenido participaciones menores en las series Deadwood y Monk.
En 2007 Offerman obtuvo un rol protagonista en la serie de comedia de Comedy Central, American Body Shop. En 2009, los productores de The Office, Michael Schur y Greg Daniels, le ofrecieron un papel recurrente en su comedia situacional Parks and Recreation en NBC. Offerman aceptó el rol de Ron Swanson, el jefe libertario del Departamento de Parques jefe de Lesley Knope, la protagonista que es interpretada por la conocida de Offerman, Amy Poehler. La revista Slate ha indicado que Offerman es "el arma secreta de Parks and Recreation", y dijo que se roba escenas en forma regular y "tiene un don para la comedia física sutil".

## Carpintería
Además de dedicarse a la actuación, Offerman es un constructor profesional de embarcaciones y tiene un negocio paralelo como carpintero. Offerman construye muebles y otras estructuras de madera como canoas y barcos en su taller. También publicó un DVD educacional en 2008 titulado "Fine Woodstrip Canoe Building with Nick Offerman", elaborado por Jimmy Diresta. El pago que recibió Diresta por su trabajo en el DVD fue una canoa, la segunda que había construido Offerman. Los guionistas de Parks and Recreation incorporaron el amor de Offerman por la carpintería en su personaje en la serie.

## Vida privada
La esposa de Offerman, la actriz Megan Mullally, tiene un rol secundario recurrente en Parks and Recreation como Tammy, la segunda exesposa de su personaje. Es amigo cercano del actor Rainn Wilson; ambos se volvieron amigos cuando audicionaron para los mismos papeles al principio de sus carreras y se mantuvieron en contacto. Offerman incluso construyó la mesa de la cocina de Wilson. Offerman es fanático de los Chicago Cubs y los Chicago Bears, y ha aparecido junto con su colega Craig Robinson, hincha de los Chicago White Sox, en una serie de publicidades para el New Era Cap Company.
Desde 2012, es embajador del evento Movember llevado adelante por la Fundación Movember para concienciar sobre temas relacionados con la salud masculina.

## Filmografía

### Películas
| Año  | Título                                  | Rol                              | Notas                   |
| ---- | --------------------------------------- | -------------------------------- | ----------------------- |
| 1997 | Going All The Way                       | Wilks                            |                         |
| 1998 | City of Angels                          | Trabajador de la construcción    |                         |
| 1999 | Treasure Island                         | Samuel                           |                         |
| 1999 | Lush                                    | Gerry                            |                         |
| 2000 | Groove                                  | Sgt. Channahon                   |                         |
| 2000 | Lulu Forever                            | Man                              |                         |
| 2001 | Early Bird Special                      | Laredo                           |                         |
| 2001 | Speaking of Sex                         | Sheriff Panghorn                 |                         |
| 2002 | Murder by Numbers                       | Policía                          |                         |
| 2002 | Stealing Harvard                        | Electricista                     |                         |
| 2004 | November                                | Oficial Roberts                  |                         |
| 2005 | Cursed                                  | Oficial                          |                         |
| 2005 | Miss Congeniality 2: Armed and Fabulous | Karl Steele                      |                         |
| 2005 | Sin City                                | Burt Schlubb                     |                         |
| 2006 | Wristcutters: A Love Story              | Policía                          |                         |
| 2007 | The Go-Getter                           | Dutch / Joaquin / Nick           |                         |
| 2008 | RSO [Registered Sex Offender]           | Simmons                          |                         |
| 2009 | Harmony and Me                          | Meter Maid Man                   |                         |
| 2009 | The Men Who Stare at Goats              | Scotty Mercer                    |                         |
| 2009 | Taking Chances                          | Sheriff Hoke Hollander           |                         |
| 2010 | Audrey the Trainwreck                   | David George                     |                         |
| 2010 | All Good Things                         | Jim McCarthy                     |                         |
| 2011 | Slacker 2011                            | Scooby Doo Philosopher           |                         |
| 2012 | Smashed                                 | Dave Davies                      |                         |
| 2012 | Somebody Up There Likes Me              | Sal                              |                         |
| 2012 | 21 Jump Street                          | Deputy Chief Hardy               |                         |
| 2012 | Casa de mi padre                        | DEA Agent Parker                 |                         |
| 2012 | Ernest y Célestine                      | George                           | Voz. Versión en inglés. |
| 2013 | Kings of Summer                         | Frank                            |                         |
| 2013 | In a World...                           | Heners                           |                         |
| 2013 | We're the Millers                       | Don Fitzgerald                   |                         |
| 2013 | Paradise                                | Doug Mannerheim                  |                         |
| 2013 | Tuna                                    | Nick                             |                         |
| 2014 | The Lego Movie                          | Metalbeard                       | Voz                     |
| 2014 | Date and Switch                         | Terry                            |                         |
| 2014 | 22 Jump Street                          | Deputy Chief Hardy               |                         |
| 2014 | Believe Me                              | Sean                             |                         |
| 2015 | A Walk in the Woods                     |                                  |                         |
| 2015 | Me & Earl & the Dying Girl              | Padre de Greg                    |                         |
| 2015 | Knight of Cups                          |                                  |                         |
| 2015 | Danny Collins                           | Periodista                       |                         |
| 2016 | Sing                                    | Norman                           | Voz                     |
| 2016 | The Founder                             | Richard "Dick" McDonald          |                         |
| 2018 | Bad Times at the El Royale              |                                  |                         |
| 2018 | Hearts Beat Loud                        |                                  |                         |
| 2019 | The Lego Movie 2: The Second Part       | MetalBeard                       |                         |
| 2020 | Buen viaje: Aventuras psicodélicas      |                                  |                         |
| 2021 | Trollhunters: Rise of the Titans        | Comandante Varvatos Vex          |                         |
| 2021 | Sing 2                                  | Norman                           | Voz                     |
| 2023 | Dicks: The Musical                      | Steve Chaney                     |                         |
| 2023 | Candy Cane Lane                         | Pip                              | Ref.                    |
| 2023 | Origin                                  | Dave                             | Ref.                    |
| 2024 | Civil War                               | Presidente de los Estados Unidos |                         |
| 2025 | Smurfs                                  | Ken                              | Voz                     |

### Televisión
| Año       | Título                             | Rol                     | Notas                                         |
| --------- | ---------------------------------- | ----------------------- | --------------------------------------------- |
| 1997      | ER                                 | Rog                     | Episodio:"Ambush"                             |
| 1998      | Arli$$                             |                         | Episodio:"Fans First"                         |
| 1998      | Profiler                           | Bobby                   | Episodio:"Doible Vision"                      |
| 1999      | The West Wing                      | Jerry                   | Episodio:"The Crackpots and These Women"      |
| 2001      | Will & Grace                       | Nick el plomero         | Episodio:"Moveable Feast"                     |
| 2001      | NYPD Blue                          | Billy                   | Episodio:"Everyone Into the Poole"            |
| 2002      | The Practice                       | Charles Rossi           | Episodio: "Manifest Necessity"                |
| 2002      | Robbery Homicide Division          | Big Guy                 | Episodio: "2028"                              |
| 2003      | Good Morning, Miami                | Policía                 | Episodio: "About a Ploy"                      |
| 2003      | 24                                 | Marcus                  | 3 episodios                                   |
| 2003      | The King of Queens                 | The Man                 | Episodio:"Thanks, Man"                        |
| 2003      | NYPD Blue                          | Steven Debrees          | Episodio:"Andy Appleseed"                     |
| 2003      | Gilmore Girls                      | Beau Belleville         | Episodio:"The festival of Living Art"         |
| 2003–2004 | George Lopez                       | Randy                   | 8 episodios                                   |
| 2004      | Deadwood                           | Tom Mason               | Episodio: "Deep Water"                        |
| 2005      | Life on a Stick                    | Greg                    | Episodio:"The Gods of TV"                     |
| 2005      | Gilmore Girls                      | Beau Belleville         | Episodio:"Always a Godmother, Never a God"    |
| 2005      | Monk                               | Jack Whitman            | Episodio:"Mr. Monk and the Election"          |
| 2006      | 3 lbs                              | Dr. Coffey              | Episodio:"Lost for Words"                     |
| 2006      | CSI: New York                      | Joe Green               | Episodio:"Cool Hunter"                        |
| 2006      | Campus Ladies                      |                         | Episodio:"Safety Bathroom"                    |
| 2007      | American Body Shop                 | Rob                     | 10 episodios                                  |
| 2008–2015 | Childrens Hospital                 | Briggs                  | 12 episodios                                  |
| 2009–2015 | Parks and Recreation               | Ron Swanson             | Elenco principal. 125 episodios.              |
| 2012      | The Cleveland Show                 | Harris Grundle          | Voz. Episodio:"Tis the Cleveland To Be Sorry" |
| 2012      | Bob's Burgers                      | Cooper                  | Voz. Episodio:"Bob Fires the Kids"            |
| 2012–2013 | Axe Cop                            | Axe Cop                 | 13 episodios                                  |
| 2013      | Drunk History                      | Johnny Cool             | Episodio:"Boston"                             |
| 2014      | Kroll Show                         | Vanya                   | Episodio:"Krolling Around with Nick Klown"    |
| 2014      | Los Simpson                        | Capitán Bowditch        | Episodio:"The Wreck of the Relationship"      |
| 2014      | Last Week Tonight with John Oliver |                         | Episodio:"State Legislatures and ALEC"        |
| 2014      | Bob's Burgers                      | Pete                    | Voz. Episodio:"Father of the Bob"             |
| 2014      | Gravity Falls                      | Agente Powers           | Voz. Episodio:"Scary-Oke"                     |
| 2014      | Sofia the First                    | Whiskers                | Voz. Episodio:"Winter's Gift"                 |
| 2015      | Fargo                              | Karl Weathers           | Episodio #2.1 Episodio #2.4                   |
| 2015      | Brooklyn Nine-Nine                 | Frederick               | Episodio 8: "Ava"                             |
| 2015      | Gravity Falls                      | Agente Powers           | Voz. Episodio:"Northwest Mansion Mistery"     |
| 2018–2019 | 3Below: Tales of Arcadia           | Comandante Varvatos Vex | Voz. 26 episodios                             |
| 2020      | Devs                               | Forest                  | 8 episodios                                   |
| 2020      | The Good Place                     | Nick Offerman           | Episodio: "Whenever You're Ready"             |
| 2021      | The Great North                    | Beef Tobin              | Voz. Protagonista                             |
| 2021      | Colin in Black & White             | Rick Kaepernick         | Miniserie                                     |
| 2022      | Pam & Tommy                        | Michael Morrison        | Miniserie                                     |
| 2022      | A League of Their Own              | Dove Porter             | 3 episodios                                   |
| 2023      | The Last of Us                     | Bill                    | Episodio: «Long, Long Time»                   |

## Premios y nominaciones
| Año  | Premio                           | Categoría                        | Por                  | Resultado |
| ---- | -------------------------------- | -------------------------------- | -------------------- | --------- |
| 2010 | Premios TCA                      | Logro individual en comedia      | Parks and Recreation | Nominado  |
| 2011 | Premios de la Crítica Televisiva | Mejor actor de reparto - Comedia | Parks and Recreation | Nominado  |
| 2011 | Premios TCA                      | Logro individual en comedia      | Parks and Recreation | Ganador   |
| 2012 | Premios de la Crítica Televisiva | Mejor actor de reparto - Comedia | Parks and Recreation | Nominado  |
| 2013 | Premios WGA                      | Mejor serie                      | Parks and Recreation | Nominado  |